# 卡什塔涅拉德佩拉
40°0′N 8°13′W / 40.000°N 8.217°W
卡什塔涅拉德佩拉（葡萄牙語：Castanheira de Pera），是葡萄牙的城鎮，位於該國中部，由萊里亞區負責管轄，始建於1914年，面積66.78平方公里，2011年人口3,191，人口密度每平方公里47.78人。

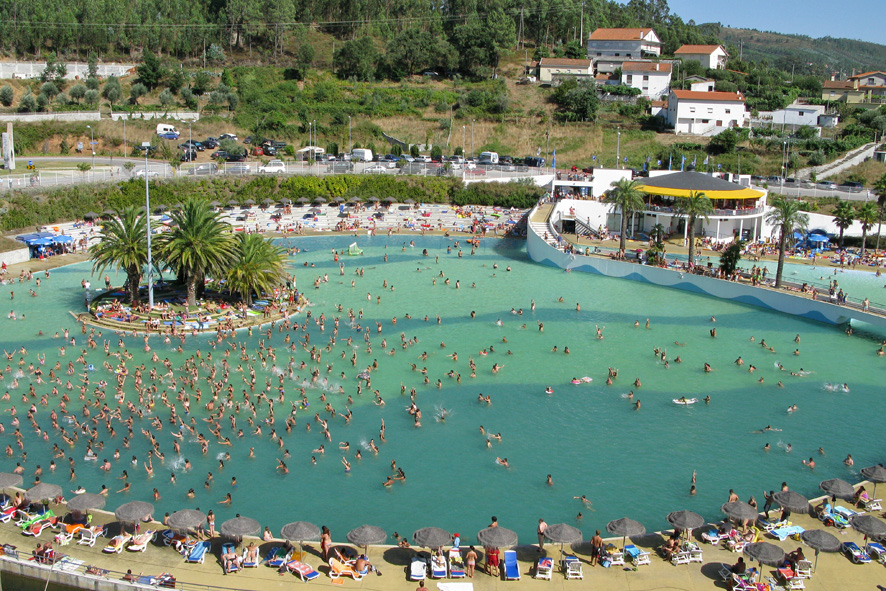

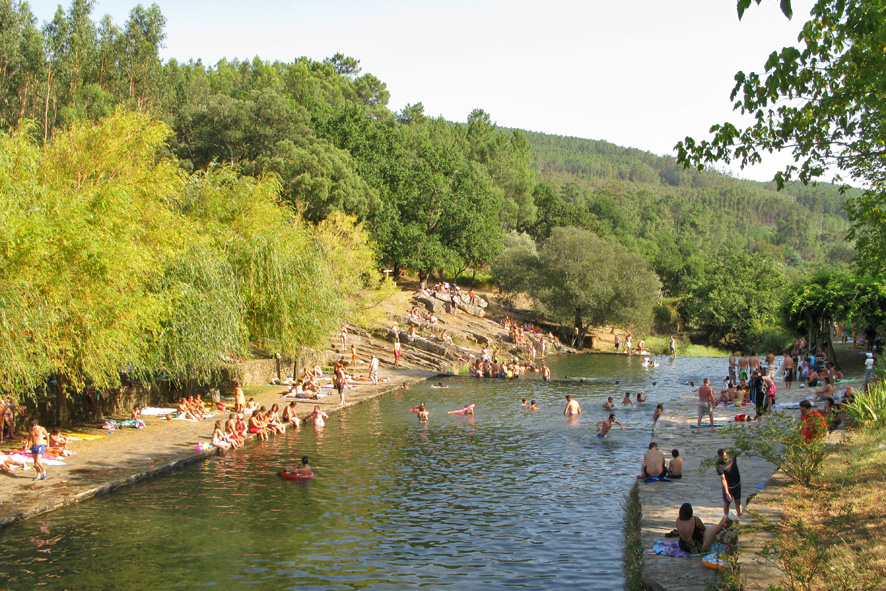

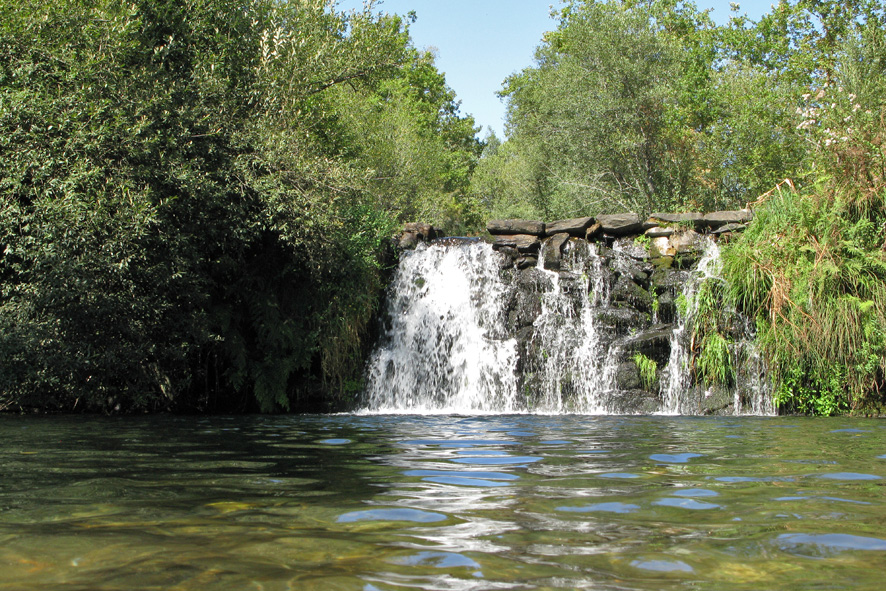

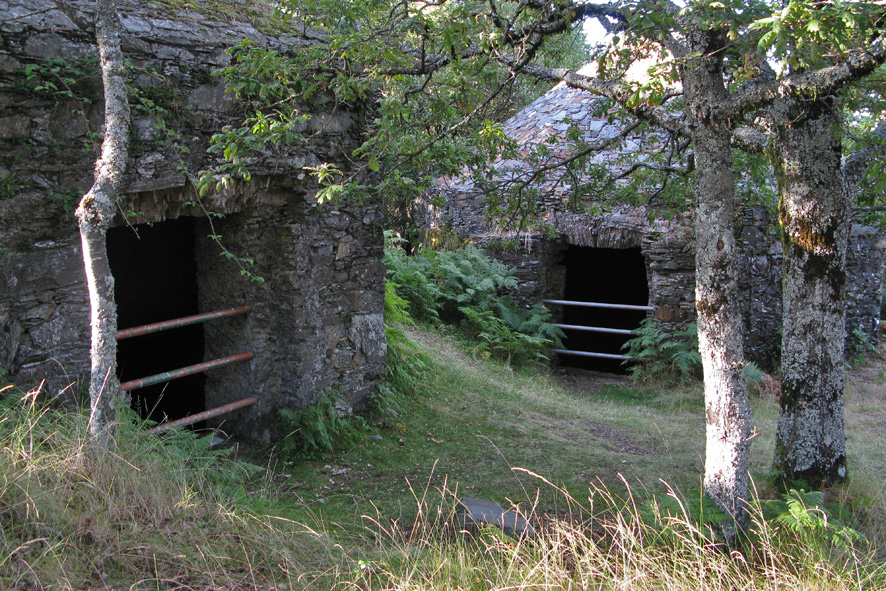